# Liste der Mitglieder des US-Repräsentantenhauses aus Wyoming
Diese Liste führt alle Politiker auf, die seit 1869 für Wyoming dem Repräsentantenhaus der Vereinigten Staaten angehört haben.

## Wyoming-Territorium (1869–1890)
Das Wyoming-Territorium entsandte in der Zeit von 1869 bis 1890 sieben Kongressabgeordnete:
| Name                       | Amtszeit  | Partei       | Lebensdaten                      |
| -------------------------- | --------- | ------------ | -------------------------------- |
| Stephen Friel Nuckolls     | 1869–1871 | Demokrat     | 16. August 1825–14. Februar 1879 |
| William Theopilus Jones    | 1871–1873 | Republikaner | 20. Februar 1842–9. Oktober 1882 |
| William Randolph Steele    | 1873–1877 | Demokrat     | 24. Juli 1842–30. November 1901  |
| William Wellington Corlett | 1877–1879 | Republikaner | 10. April 1842–22. Juli 1890     |
| Stephen Wheeler Downey     | 1879–1881 | Republikaner | 25. Juli 1839–3. August 1902     |
| Morton Everel Post         | 1881–1885 | Demokrat     | 25. Dezember 1840–19. März 1933  |
| Joseph Maull Carey         | 1885–1890 | Republikaner | 19. Januar 1845–5. Februar 1924  |

## Bundesstaat Wyoming (seit 1890)

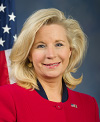
Liz Cheney, Kongressabgeordnete aus Wyoming von 2017 bis 2023

Der US-Bundesstaat Wyoming entsandte ab 1890 bis heute folgende Kongressabgeordnete:
| Name                     | Amtszeit  | Partei       | Lebensdaten                         |
| ------------------------ | --------- | ------------ | ----------------------------------- |
| Clarence Don Clark       | 1890–1893 | Republikaner | 16. April 1851–18. November 1930    |
| Henry Asa Coffeen        | 1893–1895 | Demokrat     | 14. Februar 1841–9. Dezember 1912   |
| Franklin Wheeler Mondell | 1895–1897 | Republikaner | 6. November 1860–6. August 1939     |
| John Eugene Osborne      | 1897–1899 | Demokrat     | 19. Juni 1858–24. April 1943        |
| Franklin Wheeler Mondell | 1899–1923 | Republikaner | 6. November 1860–6. August 1939     |
| Charles Edwin Winter     | 1923–1929 | Republikaner | 13. September 1870–22. April 1948   |
| Vincent Michael Carter   | 1929–1935 | Republikaner | 6. November 1891–30. Dezember 1972  |
| Paul Ranous Greever      | 1935–1939 | Demokrat     | 28. September 1891–16. Februar 1943 |
| Frank Ogilvie Horton     | 1939–1941 | Republikaner | 18. Oktober 1882–17. August 1948    |
| John Joseph McIntyre     | 1941–1943 | Demokrat     | 17. Dezember 1904–30. November 1974 |
| Frank Aloysius Barrett   | 1943–1951 | Republikaner | 10. November 1892–30. Mai 1962      |
| William Henry Harrison   | 1951–1955 | Republikaner | 10. August 1896–8. Oktober 1990     |
| Edwin Keith Thomson      | 1955–1961 | Republikaner | 8. Februar 1919–9. Dezember 1960    |
| William Henry Harrison   | 1961–1965 | Republikaner | 10. August 1896–8. Oktober 1990     |
| Teno Roncalio            | 1965–1967 | Demokrat     | 23. März 1916–30. März 2003         |
| William Henry Harrison   | 1967–1969 | Republikaner | 10. August 1896–8. Oktober 1990     |
| John Schiller Wold       | 1969–1971 | Republikaner | 31. August 1916–19. Februar 2017    |
| Teno Roncalio            | 1971–1979 | Demokrat     | 23. März 1916–30. März 2003         |
| Richard Bruce Cheney     | 1979–1989 | Republikaner | * 30. Januar 1941                   |
| Craig Lyle Thomas        | 1989–1995 | Republikaner | 17. Februar 1933–4. Juni 2007       |
| Barbara Lynn Cubin       | 1995–2009 | Republikaner | * 30. November 1946                 |
| Cynthia Marie Lummis     | 2009–2017 | Republikaner | * 10. September 1954                |
| Elizabeth Lynne Cheney   | 2017–2023 | Republikaner | * 28. Juli 1966                     |
| Harriet Hageman          | seit 2023 | Republikaner | * 18. Oktober 1962                  |